# Kanton Nexon
Kanton Nexon (francouzsky Canton de Nexon) je francouzský kanton v departementu Haute-Vienne v regionu Limousin. Tvoří ho devět obcí.

## Obce kantonu
- Janailhac
- Meilhac
- La Meyze
- Nexon
- Rilhac-Lastours
- La Roche-l'Abeille
- Saint-Hilaire-les-Places
- Saint-Maurice-les-Brousses
- Saint-Priest-Ligoure